# Chier
Chier – wieś w Rumunii, w okręgu Arad, w gminie Târnova. W 2011 roku liczyła 1216 mieszkańców. 